# Список фентезійних фільмів 1930-х років
Список фентезійних фільмів, випущених у 1930-х роках. Ці фільми включають основні елементи фентезі.

## Список
| 1930                                                                         |                                                       |                 |                                                                                             |
| «Ліліом» (англ. «Liliom»)                                                    | Френк Борзейгі                                        | США             | Чарльз Фаррелл, Роуз Хобарт, Генрі Байрон Ворнер                                            |
| 1931                                                                         |                                                       |                 |                                                                                             |
| «Янкі з Коннектикуту» (англ. «A Connecticut Yankee»)                         | Девід Батлер                                          | США             | Вільям Роджерс, Вільям Фарнум, Мірна Лой, Морін О'Салліван                                  |
| «Орнамент світу» (гінді «Alam Ara»)                                          | Ардешир Ірані                                         | Індія           | Мастер Вітал, Зубейда                                                                       |
| «Весняна злива» (угор. «Tavaszi zápor»)                                      | Пал Фейош                                             | Угорщина        | Аннабелла, Стівен Герей                                                                     |
| «Мумія» (англ. «The Mummy»)                                                  | Карл Фройнд                                           | США             | Борис Карлофф, Зіта Йоганн                                                                  |
| «Тарзан, людина-мавпа» (англ. «Tarzan the Ape Man»)                          | В. С. Ван Дайк                                        | США             | Джонні Вайссмюллер, Морін О'Салліван                                                        |
| 1932                                                                         |                                                       |                 |                                                                                             |
| «Синє світло» (нім. «Das blaue Licht»)                                       | Лені Ріфеншталь                                       | Німеччина       | Лені Ріфеншталь, Матіас Віман, Бені Фюрер                                                   |
| «Атлантида» (нім. «Die Herrin von Atlantis»)                                 | Георг Вільгельм Пабст                                 | Німеччина       | Бригітта Гельм, Хайнц Клінгенберг, Густав Діссль                                            |
| 1933                                                                         |                                                       |                 |                                                                                             |
| «Аліса у Дивокраї» (англ. «Alice in Wonderland»)                             | Норман З. Маклеод                                     | США             | Шарлотта Генрі, Річард Арлен, Гері Купер, Луїза Фазенда                                     |
| «Берклі-сквер» (англ. «Berkeley Square»)                                     | Френк Ллойд Райт                                      | США             | Леслі Говард, Хізер Ейнджел, Валері Тейлор                                                  |
| «Поверни час назад» (англ. «A Connecticut Yankee»)                           | Едгар Селвін                                          | США             | Лі Трейсі, Отто Крюґер, Джордж Барб'є                                                       |
| «Кінг-Конг» (англ. «King Kong»)                                              | Меріан Купер                                          | США             | Фей Рей, Брюс Кебот, Роберт Армстронг                                                       |
| «Син Конга» (англ. «The Son Of Kong»)                                        | Ернест Шодсак                                         | США             | Роберт Армстронг, Хелен Мак                                                                 |
| «Гавриїл керує Білим Домом» (англ. «Gabriel Over the White House»)           | Грегорі Ла Кава                                       | США             | Волтер Г'юстон, Карен Морлі, Франшо Тоун                                                    |
| «Вічний жид» (англ. «The Wandering Jew»)                                     | Моріс Елві                                            | Велика Британія | Конрад Фейдт, Мері Ней, Бейзіл Гілл                                                         |
| 1934                                                                         |                                                       |                 |                                                                                             |
| «Смерть взяла відпустку» (англ. «Death Takes a Holiday»)                     | Мітчелл Лейзен                                        | США             | Фредрік Марч, Евелін Венейбл                                                                |
| «Ліліом» (фр. «Liliom»)                                                      | Фріц Ланг                                             | Франція         | Шарль Буає, Мадлен Озерай, П'єр Алькове                                                     |
| 1935                                                                         |                                                       |                 |                                                                                             |
| «Сон літньої ночі» (англ. «A Midsummer Night's Dream»)                       | Вільям Дітерле, Макс Райнгардт                        | США             | Ієн Гантер, Дік Павелл, Олівія де Гевіленд, Джеймс Кегні, Аніта Луіз, Міккі Руні            |
| «Новий Гулівер» (рос. «Новый Гулливер»)                                      | Олександр Птушко                                      | СРСР            | Володимир Константінов, Іван Бобров, Юлій Хмельницький                                      |
| «Празький студент» (нім. «Der Student von Prag»)                             | Артур Робісон                                         | Третій Рейх     | Антон Волбрук, Теодор Лоос                                                                  |
| «Пекло Данте» (англ. «Dante's Inferno»)                                      | Гаррі Лахман                                          | США             | Спенсер Трейсі, Клер Тревор, Генрі Волтголл                                                 |
| «Привид їде на Захід» (англ. «The Ghost Goes West»)                          | Рене Клер                                             | Велика Британія | Роберт Донат, Джин Паркер, Ельза Ланчестер                                                  |
| «Вона» (англ. «She»)                                                         | Лансінг Колтон Холден мол., Ірвінг Пічел              | США             | Хелен Гаган Дуглас, Рендольф Скотт, Найджел Брюс, Хелен Мак, Густав фон Сейфертіц           |
| «Пітер Іббетсон» (англ. «Peter Ibbetson»)                                    | Мітчелл Лейзен                                        | США             | Генрі Гетевей, Гері Купер, Енн Гардінг, Айда Лупіно                                         |
| «Примарна імперія» (англ. «The Phantom Empire»)                              | Отто Брауер, Вільям Рівз Ісон                         | США             | Джин Отрі, Френкі Дарроу, Бетсі Кінг Росс, Дороті Крісті                                    |
| 1936                                                                         |                                                       |                 |                                                                                             |
| «Людина, яка могла творити чудеса» (англ. «The Man Who Could Work Miracles») | Лотар Мендес                                          | Велика Британія | Роланд Янг, Ральф Річардсон, Едвард Чепмен                                                  |
| «Підводне царство» (англ. «Undersea Kingdom»)                                | Вільям Рівз Ісон, Джозеф Кейн                         | США             | Рей Корріган, Лоїс Уайльд, Монті Блю, Хелен Мак, Вільям Фарнум                              |
| 1937                                                                         |                                                       |                 |                                                                                             |
| «Діббук» (їд. «צווישן צוויי וועלטן – דער דיבוק»)                             | Міхал Вашинський                                      | Польща          | Авраам Моревський, Айзик Самберг, Мозес Ліпман, Лілі Ліліана, Леон Лібгольд                 |
| «Втрачений горизонт» (англ. «Lost Horizon»)                                  | Френк Капра                                           | США             | Рональд Колман, Джейн Ваєтт, Джон Говард, Томас Мітчелл, Едвард Еверетт Гортон              |
| «Білосніжка і семеро гномів» (англ. «Snow White and the Seven Dwarfs»)       | Девід Хенд                                            | США             | Адріана Казелотті, Люсіль Ла Верн, Рой Етвелл, Пінто Колвіг, Отіс Герлан                    |
| «Топпер» (англ. «Topper»)                                                    | Норман З. Маклеод                                     | США             | Констанс Беннетт, Кері Ґрант, Роланд Янг, Біллі Берк, Алан Маубрей                          |
| 1938                                                                         |                                                       |                 |                                                                                             |
| «По щучому велінню» (рос. «По щучьему велению»)                              | Олександр Роу                                         | СРСР            | Петро Савін, Марія Кравчуновська, Георгій Мілляр                                            |
| 1939                                                                         |                                                       |                 |                                                                                             |
| «Чарівник країни Оз» (англ. «The Wizard of Oz»)                              | Віктор Флемінг, Мервін Лерой, Річард Торп, Кінг Відор | США             | Джуді Ґарленд, Френк Морган, Рей Болгер, Берт Лар, Джек Гейлі                               |
| «Золотий ключик» (рос. «Золотой ключик»)                                     | Олександр Птушко                                      | СРСР            | Олександр Щагін, Сергій Мартінсон, Георгій Мілляр                                           |
| «Василиса Прекрасна» (рос. «Василиса Прекрасная»)                            | Олександр Роу                                         | СРСР            | Георгій Мілляр, Сергій Столяров, Лев Потьомкін                                              |
| «Горбун из Нотр-Дама» (англ. «The Hunchback of Notre Dame»)                  | Вільям Дітерле                                        | США             | Чарльз Лоутон, Едмонд О'Браєн, Гаррі Девенпорт, Морін О'Хара, Томас Мітчелл, Вільям Дітерле |
| «Мандри Гуллівера» (англ. «Gulliver's Travels»)                              | Дейв Флейшер                                          | США             | Сем Паркер, Пінто Колвіг, Джек Мерсер                                                       |
| «Салонваген Е417» (нім. «Salonwagen E 417»)                                  | Пол Верхьовен                                         | Третій Рейх     | Пауль Гербігер, Кейт фон Надь                                                               |